# Cillaperlata
Cillaperlata – gmina w Hiszpanii, w prowincji Burgos, w Kastylii i León, o powierzchni 16,82 km². W 2011 roku gmina liczyła 46 mieszkańców.